# Trabutina serpentina
Trabutina serpentina är en insektsart som först beskrevs av Green 1919.  Trabutina serpentina ingår i släktet Trabutina och familjen ullsköldlöss. Inga underarter finns listade i Catalogue of Life.